# 栃木県庁の移転

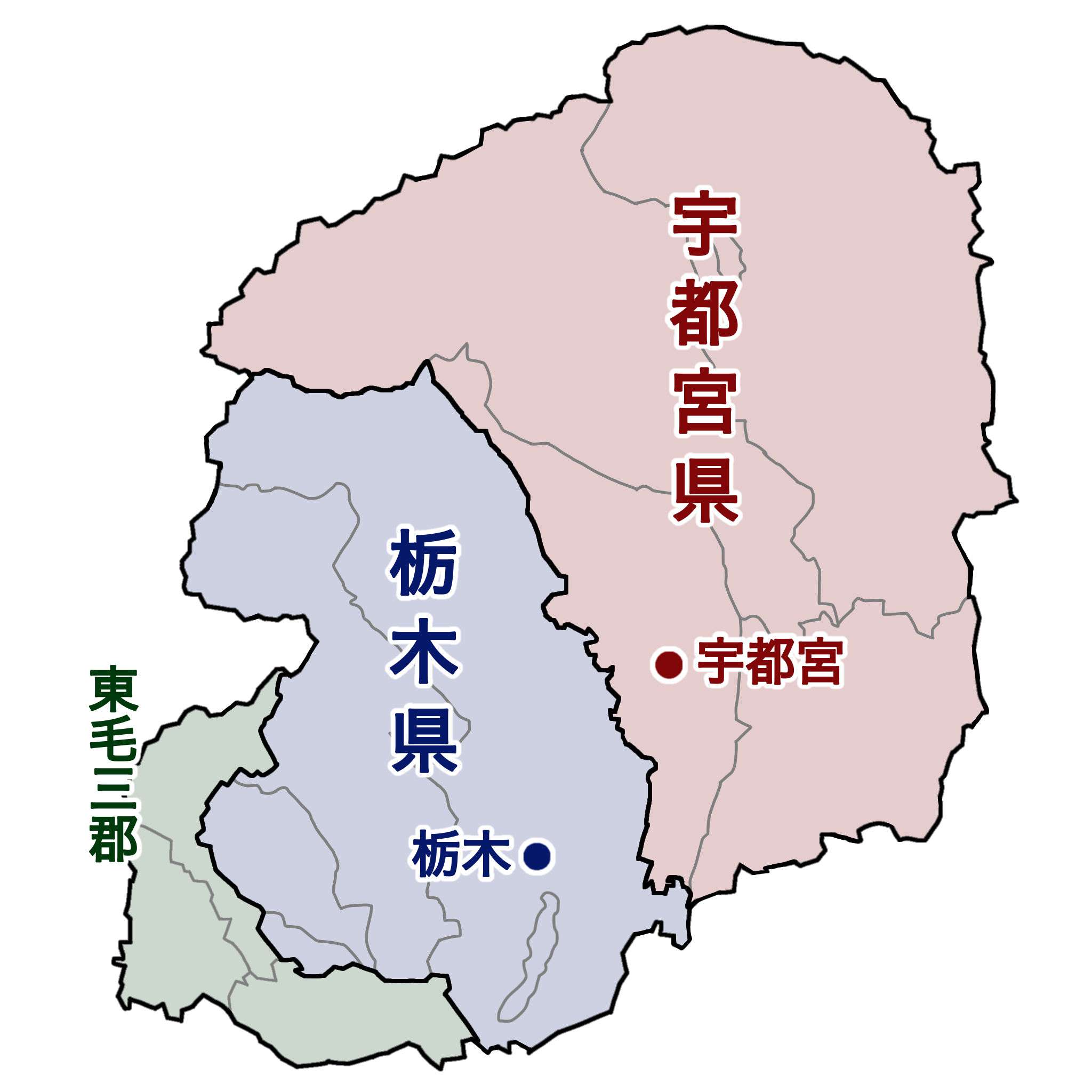
関連地図

栃木県庁の移転（とちぎけんちょうのいてん）では、1884年（明治17年）1月に栃木県庁が栃木町（現・栃木市）から宇都宮町（現・宇都宮市）へ移転された顛末を述べる。
明治維新を経て、廃藩置県に伴って下野国に設置されたいくつかの県が1871年（明治4年）11月に栃木県と宇都宮県の2県にまとまり、さらに1873年（明治6年）6月に宇都宮県が廃されて栃木県に合併したとき、県庁は旧・栃木県から引き続き栃木町に置かれた。しかし県北を中心として県庁移転運動が起こり、第3代栃木県令三島通庸が就任して間もない1884年（明治17年）1月、県庁は旧・宇都宮県の県庁所在地であった宇都宮町に移転され、「栃木」の県名だけが残された。

## 両町の概要
町と郡の人口は陸軍省参謀本部『共武政表』（明治13年、上、第26）によるが、この資料の数値は過大であることが指摘されるため、郡の人口については内務省総務局戸籍課『日本全国人口表』（明治13年1月1日調、pp. 20-21.）による数値も併記する（括弧内）。
栃木町は下野国南西部に位置し、近世は都賀郡、1878年（明治11年）11月以降は新設された下都賀郡に属する。1880年（明治13年）時点の町の人口は1万4528人、下都賀郡の人口は13万3204人（12万7504人）。中山道の倉賀野（現・群馬県高崎市）と日光を結ぶ例幣使街道有数の宿駅として、また巴波川を利用した水運の拠点として繁栄した。巴波川は、栃木町北方に端を発して中心街の西部を南流し、渡良瀬川、利根川を経て太平洋に注いでいる。関宿で分流する江戸川を下れば、小名木川を介して江戸とも連絡した。栃木町は関東における水路の遡航終点のひとつであり、町内には栃木河岸や片柳河岸などの交通拠点が整えられて舟積問屋が立ち並んだ。明治初頭までの漢字表記は「橡木」または「杤木」が多く、「栃木」に統一されたのは明治12年（1879年）のことであるが、本稿では引用を除き一貫して「栃木」と表記する。
一方の宇都宮町は下野国中央部に位置し、河内郡に属する。明治13年（1880年）時点の町の人口は1万9537人、河内郡の人口は8万4693人（8万2251人）。16世紀に街並みが成立した栃木町よりも歴史は古く、もとは二荒山神社の門前町として形成され、11世紀に藤原氏の宗円が入って以降は宇都宮氏の拠点となった。江戸時代には宇都宮藩の城下町となり、日光道中と奥州道中の追分にあたる重要な宿場町として発達した。水運では東方の鬼怒川に河岸があり、廻米などを担った。戊辰戦争では宇都宮城をめぐって再三戦闘が展開され、町の大半が焦土と化したが、裁判所や監獄などが設置され、重要都市としての地位を保っていた。
| 栃木町に置かれた県庁 |  | 宇都宮町に移転した県庁 |
| 栃木町に置かれた県庁 |  | 宇都宮町に移転した県庁 |

## 県庁の設置と移転の経緯

### 栃木町への県庁設置の経緯

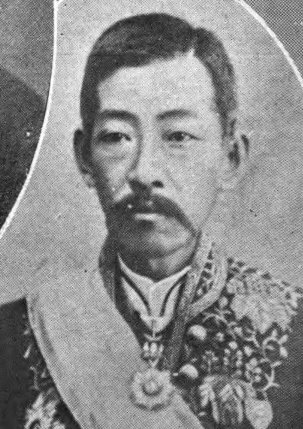
初代県令鍋島貞幹

戊辰戦争のさなかの1868年7月6日（慶応4年5月17日）、旧幕府の真岡代官所（現・真岡市）が土佐藩兵に襲撃されて焼き払われ、代官・山内源七郎らは討ち取られた。2日後、その跡を管掌する真岡仮代官（のち真岡知県事）には佐賀藩士の鍋島貞幹が任命され、真岡代官が支配した幕領8万5012石の村々が引き継がれた。同年7月23日（6月4日）にこれを真岡県とし、その役所は「下野知県事役所」として宇都宮城内に設置されたが、管掌する広大な地域と連絡するには不便な立地にあったため、より支配地域の中央に近い石橋町（現・下野市）開雲寺へ9月29日（8月14日）に移転した。同28日（13日）付で真岡県が弁官に届け出たところによれば「民政取締向真岡地方不便利」により「仮陣屋」を取立てるとされている。
この頃、下野国北部の日光（現・日光市）では旧幕府軍の脱走兵や浮浪の徒が多く徘徊しており、また神領として旧幕府に厚遇されていた背景もあって、風紀が乱れ特別な処置を必要としたため、重点的に統治すべく役所を順次日光へ移転することとなった。まず同年10月16日（9月1日）、旧日光奉行所に「知県事日光御役所」（「知県事出張役所」とも）と称する出張所を設置。次いで翌1869年3月27日（明治2年2月15日）、ここを本庁として日光県を新設し、石橋の開雲寺は支庁となった。日光知県事は鍋島が真岡知県事と兼任しており、事実上は同一県の状態であったと見られる。8月27日（7月20日）に真岡県は廃され、日光県に併合された。
しかし、追って真岡代官領のほか諸旗本や寺社の領地、喜連川・対馬府中（厳原）の両藩領などが管轄地域に加わって広大になると、日光に本庁がある状態はやはり不便になり、新たな移転先を検討することになった。ここで初めて栃木の名が浮上する。1871年（明治4年）に日光県から弁官へ提出された「石橋宿出庁引移ノ儀ニ附伺書」には、栃木町について次のように記されていた。
巴波川通船路もこれあり諸運送便利宜しく、殊におおよそ野州の中央にて四通八達の勝地にこれあり、人家稠密豪農商安住まかりあり、従来諸民輻輳の土地にて自ら無頼の徒も入り込み候に付き、旧藩にても出張陣屋取り建てこれあり
「旧藩」とは足利藩戸田家のことで、1704年（宝永元年）に栃木町に陣屋を設置し、幕府瓦解まで宿場町の全域を管轄した。また同伺書では次のように述べている。
速やかに本庁を引き移し申したく候へども、俄に本庁を転し候ひては地下人心居り合ひ方いかがこれあるべき旨いささか懸念の情も御坐候に付き〈中略〉まず以て取り敢へず石橋宿出張所を相移し
もともと主眼にあったのは日光本庁の移転であり、石橋支庁を移転させるのはその地固めであることが明記されている。1871年6月26日（明治4年5月9日）、石橋支庁は伺書の通り栃木町の定願寺へ移転し、明治4年6月に日光県は「日光県庁ヲ橡木駅ヘ移シ橡木県ト改称ヲ乞フ」伺書を弁官へ届け出て、本庁の移転を申請した。1871年8月29日（明治4年7月14日）の廃藩置県を経て、12月25日（11月14日）に日光県ほか10県を統廃合し、下野国北東部に宇都宮県、同国南西部に栃木県が成立したが、このとき栃木県南西部には上野国の山田・新田・邑楽の「東毛3郡」（いずれも現・群馬県南東部）が加わっていた。明治4年11月に定願寺への県庁新設を届出、12月に日光を引き払って県庁移転を完了。すぐにまとまった官衙を必要としたため、1872年（明治5年11月）、栃木近郊の薗部村鶉島（現・栃木市入舟町）に新庁舎が落成し、新暦施行を迎えた1873年（明治6年）1月1日に開庁した。そして同年6月15日に宇都宮県を合併し、1876年（明治9年）には東毛3郡が群馬県に編入されたことで、元の下野国及び現在の栃木県とほぼ同じ領域を持つ栃木県が完成した。

### 宇都宮町への県庁移転の経緯
1879年（明治12年）からは栃木町の県庁で県議会が開かれたが、この頃からその立地に対する不満が現れたとされる。1880年（明治13年）10月には鍋島に代わって第2代県令・藤川為親が着任した。『栃木県議会史』は次のように記す。
明治十二年に県会が開かれ、議員は勿論、県庁出入の人が多くなると遠くの人達から見ると栃木町は不便さを感ずるようになり、また県の創始者鍋島県令が去ると栃木町に県庁がある不便さを公然と口にするようになった
1882年（明治15年）4月、宇都宮町の小学東校および西校のそれぞれの結社町村連合会の席上で、永井貫一が県庁移転の趣意書を示し、出席者60余名の賛同を得た。公的な場で宇都宮への県庁移転が論じられたのはこれが初めとされる。同年7月、藤川が宇都宮を訪ねた際にも、河内郡長の川村伝蔵をはじめとして町の有力者が藤川に県庁移転の意志を伝え、同月19日、全町総代ほか有志120余名が清水町清巌寺にて会合を開き、役職の分担を決定して移転運動が発足した。宇都宮からの主たる面々は永井、鈴木久右衛門、中山丹治郎らで、塩谷郡からは矢板武も出席した。8月、那須・塩谷・芳賀・河内・上都賀の県北5郡の有志を西校に集め、移庁請願規約を採択したが、これは概ね次のような内容を含んでいた。
第一条：栃木県庁を宇都宮に移転するの請願をなすこと。但し主旨別紙請願草案の通。
第二条：移転費額は宇都宮町村に於て悉皆負担すること。
第三条：五郡有志総代は下都賀郡以西の各郡に其賛成者を得る手続をなすこと。
第四条：請願委員は毎郡宇都宮町共各自一名を出すこと。
第五条：各郡に総代を設置すると云ふこと。
12月7日、川村らが内務省に県庁移転の請願を行った。この直前に動きを察知した栃木町の有志も、移転に反対すべく1,280名の署名押印を集め、8日に提出した。このときは両者とも請願規則の適用に関して不備があるとして却下された。翌1883年（明治16年）6月には上都賀郡鹿沼宿の戸長・三品宗八ら41名の連署で、移転反対の建白が元老院議長の佐野常民へ提出された。栃木新聞（現・下野新聞）は「移転論に関する諸事項を県民に公開せよ」「移転論を県会へ諮問せよ」とする記事を掲載し、反対する論調であった。藤川は世論の動向をうかがい、決断を下さなかった。

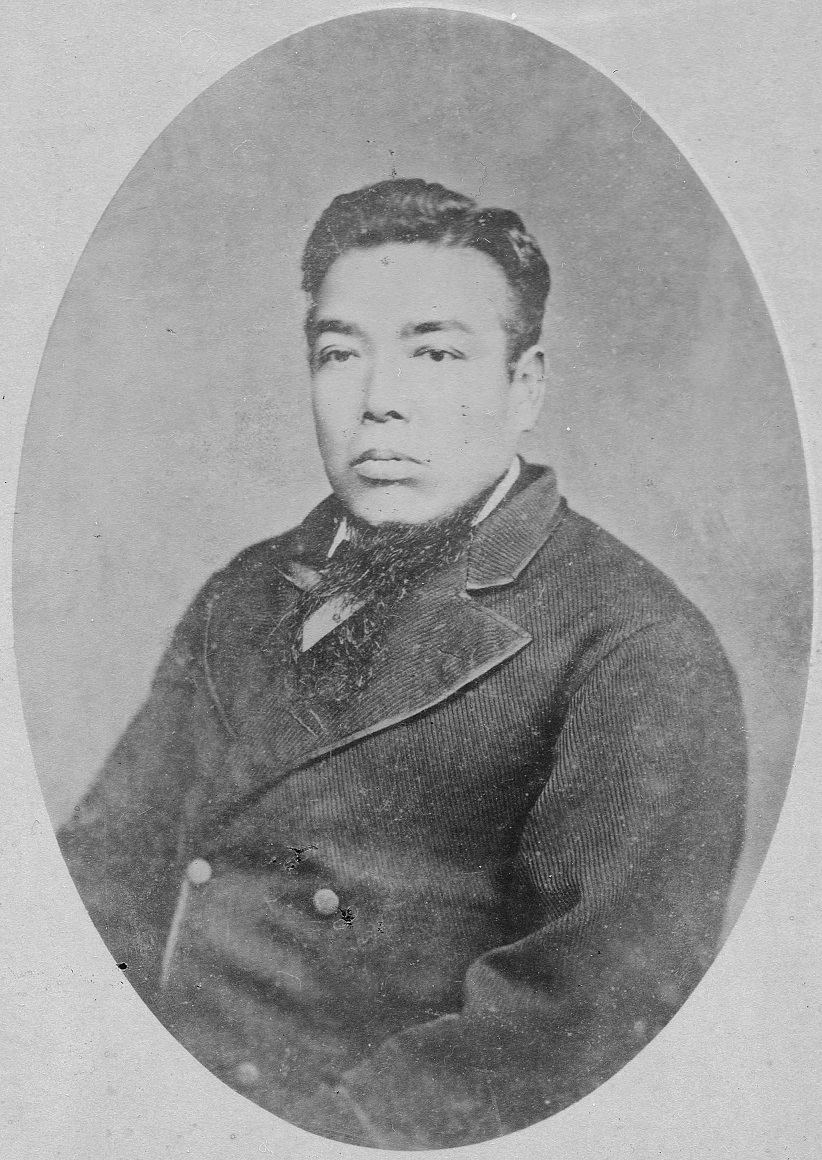
第3代県令三島通庸

10月に藤川は転任となり、第3代県令に三島通庸（福島県令兼任）が着任した。この際、川村は三島にも県庁移転を打診し、前向きな返答を得たという。これを契機として、宇都宮町では11月に2通、12月には5通の請願書・上申書を三島に提出し、河内郡長の川村は上都賀・塩谷の両郡長と共に上京して内務省に建白を行った。後に宇都宮市が編纂した『改訂 うつのみやの歴史』では、この際栃木町民や栃木新聞は前年と異なり「後手後手に回っていた」と評されている。栃木町でも12月中に少なくとも4通の建言書類を三島や佐野へ提出して反対しており、中でも8日付の請願書は町内のすべての戸主が連署した大掛かりなものだったが、同年11月29日の時点で三島はすでに政府から県庁移転の許可を得たとする諭告を発していた。栃木新聞は次のように報じた。
既にして県令・郡長等斡旋の効空しからず遂に政府の容るる所となり〈中略〉幾ばくならずして、県令・委員を召し、諭告して曰く、移転の事正に政府の容るる所となるを以て之が資金三万五千円を要す。今日より去って募集に尽力せよ云々
県庁移転の成功は、三島の機敏な運動と周到な根回し、そして川村ら宇都宮の豪商たちによる資金面のバックアップによるところが大きいと評価されている。翌1884年（明治17年）1月21日付で、県庁移転が太政官から布告された。24日には県名を「宇都宮県」へ改める旨が県から誤って布告されたが、29日に取り消された。4月8日には新庁舎建設地の地鎮祭が挙行され、3千人が招待されて盛況を極めたが、移転が県民の総意のもとに決定されたものではないと主張する県会議員田中正造は丘の上から会場を見下ろして罵声を浴びせたという。

## 移転の理由
当時の移転論の要旨は、1882年（明治15年）10月13日付栃木新聞に掲載された移転反対派の人物（筆名：蒼海銚江）による投書「県庁移転ノ不可ナルヲ論ズ」 で次のようにまとめられている。
第一：宇都宮ハ国ノ中央ニ在リ宜ク県庁ヲ置クベシ。
第二：宇都宮ハ四通八達ノ地ニシテ東北奥羽ヲ控ヘ西南帝都ノ要路ニ当ル故ニ運輸頗ル便利ナリ。
第三：国ノ東北境ニハ荒原沃野甚ダ多シ、之ヲ開拓セント欲セバ官吏ノ往返繁カラザルベカラズ。故ニ県庁ヲ該地ニ移セバ其距離従フテ近キガ故ニ事務挙リテ費用ヲ省クベシ。
第四：宇都宮ハ鎮台ノ在ル所トス、故ニ若シ県庁ヲ該地ニ移セバ仮令不慮ノ変アリ県庁ヲ襲フ者アルモ直ニ之ヲ防遏スベシ。
第五：県庁移転ノ費用ハ悉皆有志人民ニ於テ負担スベシ。

### 地理的理由
移転運動草創のとき小学東校で発表された永井貫一の主意書には、次のように記されていた。
県庁の位置たる、現今都賀郡栃木町に在て下野全国を管轄する、其然る所以のもの他無し。さきに上野三郡に跨り県治を施行し人民被治の便宜なる為に由るのみ。すでに宇都宮県を廃し又は上野三郡は群馬県に所属し而後は本県は独り下野九郡を管するのみ。是に於て其位置則ち一隅に偏在するに至り頗る人民被治の不便を醸成する、亦推知するべきなり〈中略〉因て生等下野全管を洞見するに、我が河内郡宇都宮は、固より四通五達の一都会にして、四方の便宜、天然の良区と称するも敢て誣言に非るべし
1882年（明治15年）11月に藤川に提出された「県庁移転請願に付庁用敷地上地願」（宇都宮の熱木町、南新町、歌橋町、大黒町、蓬莱町の惣代・戸長ら連名）では、宇都宮町が県の中央にあり、交通至便の地であるとしている。同年、川村ら数名からの請願にも、古より政庁は「中央輻輳」の地に置くものであって「諸方道里均シフシテ、上下共ニ其便ヲ得ルカ為ナリ」とあり、その点栃木町は「下野ノ西南ニ偏倚シ、河内以北ノ各郡ニ於テハ道里ノ遠隔セル、命令ノ自ラ遅緩ナル従来人皆其不便ニ苦シメリ」と主張している。
永井の主意書にあるとおり、背景には前述の東毛3郡の群馬県への編入がある。栃木町は下野国南西部に位置しているが、1873年（明治6年）6月の栃木県の成立当初は県の領域の南西に上野国東部の3郡が加わっており、栃木町の位置は県の中央と目されたため県庁設置について問題とはならなかった。しかし3郡が群馬県に移り、栃木県が下野国と等しい領域に戻ることで、栃木町の位置は「西南ニ偏倚」していると指摘されるようになった。
道路網の充実度も論点となった。川村らの請願では、宇都宮町は下野最大の名邑であり奥羽・日光街道の要衝であるとの旨が述べられており、田代善吉も「奥州の関門の地にあつて交通は四通八達の位置にある、内外公私の便よろしきこと杤木町の比にあらず」と評した。奥州道中と日光道中の分岐点であり乗合馬車も開通した宇都宮町が陸路の点で優れていることは論点のひとつで、この点では栃木町は圧倒されていた。

### 政治・経済的理由
移転運動の頃、市場の規模にも差が出ていた。1882年（明治15年）の時点で、宇都宮町の取引高は145万4911円、栃木町が14万2868円であり、翌年は宇都宮町131万2702円、栃木町9万7690円であった。この違いからも運動の機運が生まれたとされる。
また栃木県北東部・那須野が原の開拓は当時の関心事であり、県庁移転の目的のひとつに数えられた。この地方の開墾の中心人物は印南丈作、矢板武（矢板は清巌寺会合に出席）らで、両人は1876年（明治9年）9月、鍋島の管内巡視の折に開墾を進言して激賞され、以降は水路や大運河の建設計画に参画したが資金不足により頓挫した。1879年（明治12年）11月、内務卿伊藤博文とともに視察に訪れた大蔵卿松方正義から「寧ろ一日も早く土地の開墾に着手し、然る後徐ろに水路の開鑿を図らんには如かず」との助言を受け、翌1880年（明治13年）に印南を社長として那須開墾社を設立。同年7月、山形県令を務めていた三島もこの地に肇耕社（三島農場）を起こして開拓に従事し、続いて松方、西郷従道、大山巌、品川弥二郎らの高官がこの地を割拠所有して「華族農場」を築いた。栃木市の郷土史家・石崎常蔵は、この県庁移転によって県庁から三島農場へのアクセスがより容易になったことを指摘し、移転は三島の私欲的な行動でもあったのではないかという疑念を吐露している。
なお、栃木町が自由民権運動の盛んな土地柄であったことも影響したと言われる。1881年（明治14年）の自由党員名簿では、栃木県の党員は232名で、秋田県の415名に次いで全国2番目の多さであり、うち下都賀郡107名、河内郡69名であった。栃木町側では、三島の自由党弾圧を移転の原因として意識しており、栃木市入舟町の県庁跡地に立つ石碑にもその旨が述べられている。
予以為（）らくこれより先上野国三郡群馬県に編入栃木町の位置その中心たるを失ひしを以て理由となすも　その真意はこの地本県における自由民権運動の発祥地たるとわが郷党の進取自由の気を避けしなるべし—日向野徳久（読み仮名は引用者）

## 年譜
1868年（慶応4年 / 明治元年）
- 7月8日（5月19日）- 鍋島貞幹が真岡仮代官に就任。この後真岡知県事（県知事）、日光知県事（県知事）、初代栃木県令を歴任[53]。
- 7月23日（6月4日）- 真岡県設置。
- 9月29日（8月14日）- 石橋町開雲寺に陣屋が移転[12]。
- 10月16日（9月1日）- 日光に出張所設置[15][16]。

1869年（明治2年）
- 3月27日（2月15日）- 日光県設置[17]。
- 8月27日（7月20日）- 真岡県が日光県に併合[19]。

1871年（明治4年）
- 6月26日（5月9日）- 石橋町開雲寺の支庁が栃木町定願寺に移転[20]。
- 8月29日（7月14日）- 廃藩置県。宇都宮、大田原、黒羽、烏山、茂木、壬生、吹上、佐野、足利、日光の10県設置。
- 12月25日（11月14日）- 第1次府県統合。栃木県、宇都宮県設置。県庁が日光から栃木町に移転[54]。

1873年（明治6年）
- 1月1日 - 栃木町鶉島に新たな県庁舎開庁[22]。
- 6月15日 - 宇都宮県が栃木県に併合。

1876年（明治9年）
- 8月 - 上野国東毛3郡が群馬県に編入[11]。

1880年（明治13年）
- 10月29日 - 藤川為親が第2代栃木県令に就任[53]。

1882年（明治15年）
- 4月28日 - 宇都宮町の小学東校で永井貫一が県庁移転問題を提起[55]。
- 4月30日 - 宇都宮町の小学西校で同様の議論[56]。
- 7月19日 - 宇都宮町の清水町清巌寺で会合、移転運動発足[26]。
- 8月9日 - 小学西校で移庁請願規約採択[26]。
- 11月 - 宇都宮の熱木町・南新町、歌橋町、大黒町、蓬莱町の惣代・戸長ら連名で「県庁移転請願に付庁用敷地上地願」を藤川に提出[33]。新庁舎の敷地として奥州道中に面した熱木町の敷地5千坪を提供し、また仮庁舎として台陽寺の伽藍を提供する旨[23]。
- 12月4日 - 宇都宮町の豪商で移転請願委員の鈴木久右衛門ほか2名、県庁に出向いて活動[33]。
- 12月5日付栃木新聞の報道 - 小峯新太郎が下都賀・寒川両郡の懇親会で討論を提起したが、是非決せず[57]。
- 12月7日 - 河内郡長・川村伝蔵らが内務省に県庁移転の請願を提出、請願規則の発布前であるとして後日却下[28]。
- 12月8日 - 栃木町の有志が内務省に県庁据置の請願を提出、請願規則第13条に抵触するとして後日却下[28]。

1883年（明治16年）
- 6月 - 上都賀郡鹿沼宿戸長・三品宗八ら41名連署で移転反対の建白を元老院議長・佐野常民に提出[34]。
- 10月30日 - 三島通庸が第3代県令に就任[58]（福島県令兼任）。
- 11月 - 川村が鈴木、玉尾与平とともに上京、同時に上都賀郡長・野村惟一と塩谷郡長・坂部教宜も上京[33]。内務省に建白書を、内務卿・山田顕義に上申書を提出[33]。
- 11月19日 - 三島が県庁移転に関する諭告を発表[35]。
- 12月 - 鈴木、県庁舎新築費用5万円を募集する願書を三島に提出[38]。
- 12月8日 - 栃木町長・長谷川展らが「栃木県庁移転風説ヲ不可トスル建言書」を三島に提出[34]。同日、栃木町のすべての戸主が連署して「栃木県庁据置ノ儀ニ付誓願書」を提出[34]。
- 12月14日 - 栃木町内13町の総代が「宇都宮人民ヨリ県庁移転請願有無之儀ニ付御伺書」を三島に提出[34]。
- 12月15日 - 栃木町戸長・高田俊貞ら112名の連署で「栃木県庁移転説ヲ不可トスル建言書」を三島に提出[34]。

1884年（明治17年）
- 1月21日 - 県庁移転の太政官布告[38]。